# 菅直人内閣 (第2次改造)
菅直人第2次改造内閣（かんなおとだいにじかいぞうないかく）は、衆議院議員、民主党代表の菅直人が第94代内閣総理大臣に任命され、2011年（平成23年）1月14日から2011年（平成23年）9月2日まで続いた日本の内閣。

## 概説

### 改造までの経緯
2010年6月に首相に就任した菅直人は7月の第22回参議院議員通常選挙で敗北。その後9月の民主党代表選挙にて小沢一郎元民主党代表を下して代表に再選されたことを受けて内閣改造を行った。ここでは「脱小沢」と言われるように小沢派を排除した人事を行い、支持率はNHK世論調査で発足後最高の65%を記録するなど一時的に急上昇、その余勢を駆って第176臨時国会に臨んだ。しかし、参議院選挙の結果で生じた衆参両院のねじれ状態により審議が進まず、尖閣諸島中国漁船衝突事件への対応や小沢の「政治とカネ」を巡る問題について野党の激しい追及を受けた。11月には仙谷由人内閣官房長官と馬淵澄夫国土交通大臣に対して参議院で問責決議が可決され、野党は両名が所轄する議案の審議を拒否。また、仙谷や柳田稔法務大臣（当時）の失言により審議が空転し、政府が提出した法案の成立率が過去10年で最低の37.8%まで低下した。
一連の混乱の中で政府与党の支持率も下落し、各社の世論調査では内閣支持率が20%台にまで下落。次期総選挙の比例代表投票先も2009年の政権交代以来初めて自由民主党に逆転された。
こうした状況のなかで、菅は低迷する日本経済の立て直し、緊迫する朝鮮半島問題、TPPへの参加、支持率の低迷、野党の攻撃が激しさを増すと予想される次期通常国会といった内憂外患の情勢を打開すべくさらに強力な体制の構築を模索し、2011年1月14日に2度目の内閣改造。菅第2次改造内閣は同日行われた認証式を経て正式に発足した。
再改造内閣としては前回改造からの118日後の改造という短さは歴代最短記録である。

### 人事
この改造は閣僚が11人留任と小幅なものとなった。
問責決議を受けた仙谷・馬淵と北朝鮮が韓国延坪島へ砲撃した延坪島砲撃事件で即日警察庁へ登庁しなかった責任を問われていた岡崎トミ子国家公安委員長が退任。ただし、仙谷・馬淵は2ヵ月後に菅内閣の官房副長官又は首相補佐官として復帰している。
自民党を離党したちあがれ日本の結党に参画した与謝野馨が入閣。与謝野は12月に菅が「たちあがれ」へ連立政権参加を呼びかけた際に民主党との架け橋役を担っていた。「たちあがれ」は27日にこれを拒否したが、それ以降与謝野は党内で孤立したともいわれ、改造前日に「たちあがれ」を離党していた。
官房長官には枝野幸男が就任。経済財政担当大臣に与謝野が就任し、これを受けて経済財政担当大臣を務めていた海江田万里が経済産業大臣に、経済産業大臣を務めていた大畠章宏は国土交通大臣に横滑りした。海江田は同じ選挙区で前回の衆院選を戦った与謝野が自身の後任として入閣したことについて、「人生は不条理」と漏らした。衆議院選挙が小選挙区比例代表並立制になった1996年10月以降、同じ選挙区で当選枠1人を争った2人の衆議院議員が同一内閣に閣僚として入閣したのは初めて。
仙谷が兼務していた法務大臣には江田五月前参議院議長が就任。議長経験者の入閣は、1973年11月に衆議院議長経験者の中村梅吉が田中角栄内閣に法務大臣として入閣して以来、参議院議長経験者の入閣は初めてである。
また、内閣改造が急遽決まったため、4人の閣僚が外交日程をキャンセルしたり帰国を早める事態が発生した。結果として馬淵以外の3人の閣僚は留任となったが、これらの日程変更について外交儀礼や実務上の問題が指摘されている。
- 馬淵澄夫国土交通大臣 13～16日に訪米予定
- 片山善博総務大臣 マレーシア出張、予定を早めて緊急帰国
- 自見庄三郎金融担当大臣 英国訪問、イングランド銀行総裁会談をキャンセルして緊急帰国
- 前原誠司外務大臣 韓国訪問&李明博大統領会談の延期

菅・枝野、代表代行となった仙谷・岡田克也幹事長ら反小沢派が内閣と民主党執行部での要職を占め、前回改造に続いてさらに「脱小沢」路線を加速させる結果となった。

### 呼称
- 第1次改造内閣を組閣していた菅首相が再び改造を行ったことにより発足した内閣であることから、一部のメディアは菅再改造内閣の呼称を用いる[9]。
  - 枝野官房長官は14日の閣僚名簿を発表する際の記者会見で、この内閣を老壮青のバランスが取れた「実務強力推進内閣」と名付けた[10]。
  - 菅首相はこれまで自身の内閣に「奇兵隊内閣」「有言実行内閣」等と名付けてきたが、今回の内閣には特にネーミングしなかった[11]。

## 経緯

### 党首討論
菅政権の発足後、党首討論は開かれていなかったが、2011年2月3日、菅は党首討論を行うことを表明し、2月9日に党首討論が開催された。菅は社会保障と税の一体改革の与野党協議に野党が応じるよう求めたが、自由民主党の谷垣禎一総裁は「政権公約の見直しをしてから、税と社会保障の一体改革案をまとめるべきではないか」「マニフェスト違反の片棒を担げ、八百長相撲を一緒に取ってくれみたいな話には乗れない」と反論し、「（一体改革は）『国民の信を得たから』とやるのが一番の近道だ」と解散総選挙を行うように要求した。公明党の山口那津男代表も菅を厳しく批判し、菅内閣との対立姿勢を鮮明にした。

### 在日韓国人違法献金問題
2011年3月4日、参議院予算委員会で前原誠司外務大臣が韓国籍の女性から献金を受けていたことが明らかになり、3月7日に前原は辞任した。後任の外務大臣には外務副大臣の松本剛明が昇格した。なお、前原は内閣総理大臣臨時代理予定者第3順位だったが、前原辞任以降は後任の内閣総理大臣臨時代理予定者第3順位が指定されていないため、内閣総理大臣臨時代理予定者の指定が通常の5人ではなく4人の体制が9月まで続いた。
また、2011年3月9日、菅直人総理大臣の資金管理団体が、2006年と2009年に、パチンコ店を経営する金融機関の元理事の在日韓国人から計104万円の献金を受け取っていたことが朝日新聞の取材で発覚した。この問題に対して、自民党、公明党、みんなの党は、菅に総理大臣の辞職を求め協調したが、3月11日に東北地方太平洋沖地震が発生したことにより追及の手が止み、菅は3月14日に違法献金計104万円を返却した。
さらに、3月9日に菅グループの代表を務める土肥隆一政治倫理審査会長が、日韓キリスト教議員連盟の集会で、日本が竹島領有権の放棄する内容である「日韓共同宣言」に署名したことが発覚。土肥は国会、党内のすべての役職を辞職し、3月15日に民主党を離党した。

### 東日本大震災への対応

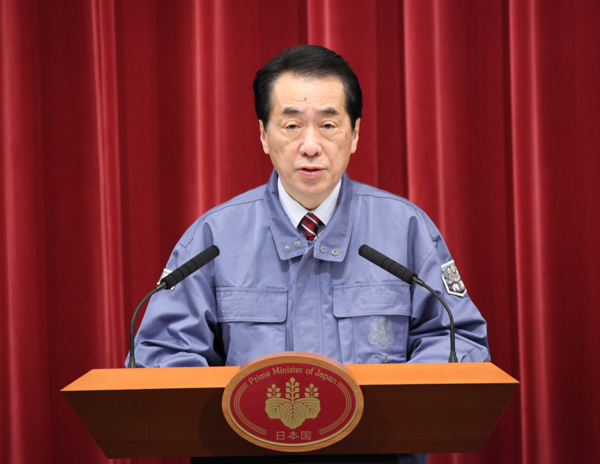
3月11日17時、地震発生を受けて記者会見する菅直人内閣総理大臣

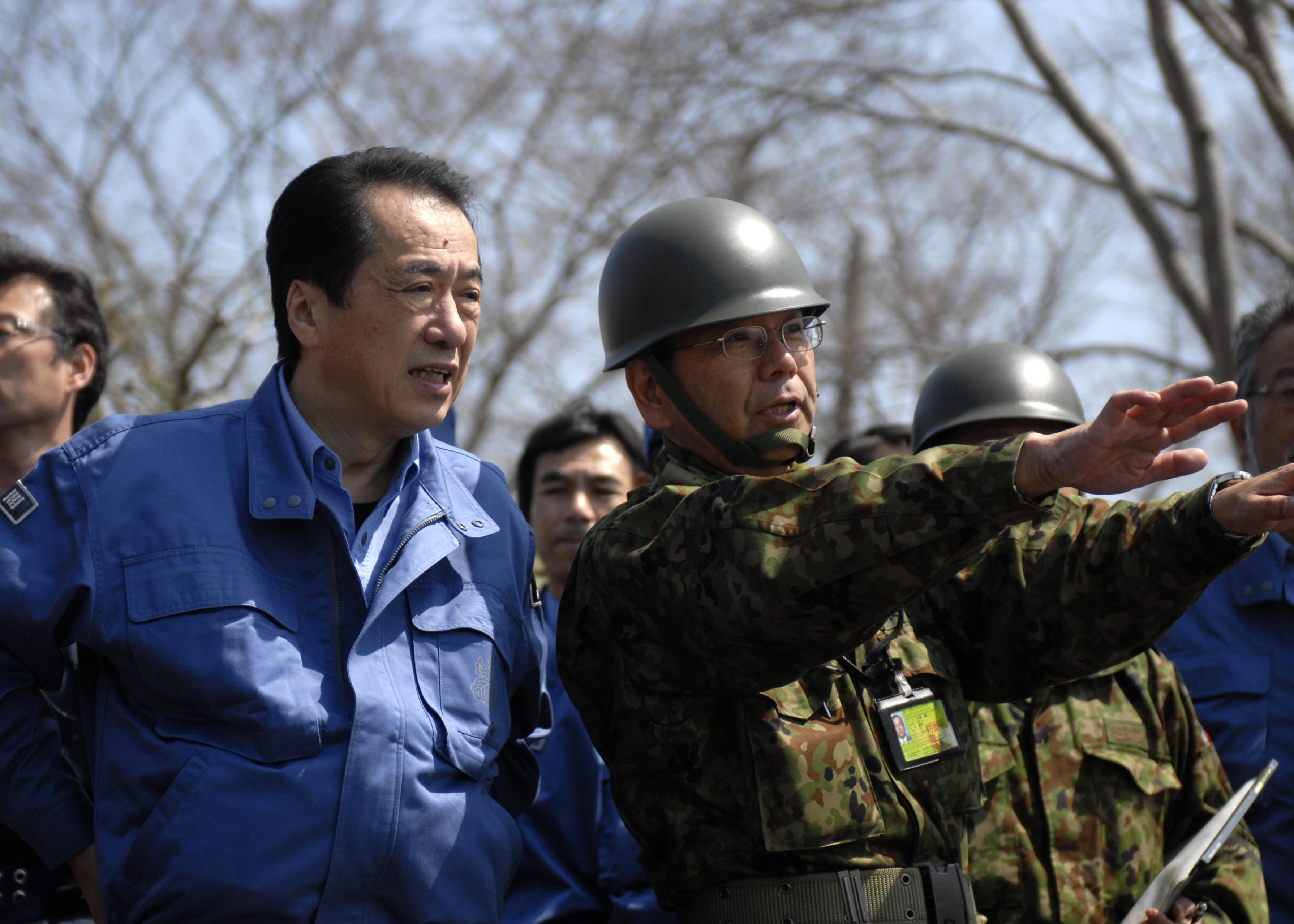
2011年4月11日、宮城県石巻市にて内閣総理大臣菅直人（左）と陸上自衛隊第六師団師団長久納雄二（右）

福島第一原子力発電所事故における初動対応
福島第一原子力発電所の事故対応について、原子力の知識もあると自負する菅は陣頭指揮を執るという姿勢を示す。原子力災害対策特別措置法に基づく「原子力緊急事態宣言」と原子力災害対策本部の設置については、菅が「どこに根拠があるのか」と説明を求めたため、枝野官房長官や首相補佐官らが関係法令の確認作業に追われて政府の初動対応が遅れたと、海江田万里経済産業相が証言している。これに対し菅は国会事故調に参考人として招致された際、「もっと早ければという指摘は受け止めるが、首相官邸の対策室はすでに動いており結果的に支障はなかった」と釈明した。また現場が命がけの事故対応に追われている中、首相自らが事故現場視察を行うと発言。
菅は一貫して現場で事故対応の責任者となっている東京電力福島第一原子力発電所所長吉田昌郎との間に一定の信頼関係があり、官邸からの指示・命令を受けた吉田所長との連携により事故対応を官邸主導で行っていたと発言していた。だが、吉田所長は指揮系統が混乱する東京電力本社会議室ならびに官邸からの直接の指示・命令は可能な限り無視し続けたと証言。また、情報が錯綜し、吉田の指示が必ずしも的確でなくとも職員達は個々の判断で自己の生命を守り、現場放棄することもなく放射能汚染による死を覚悟しながら懸命に働いたと擁護している。一連の事故対応の顛末については事故調査委員会の聴取に“原則非公開”を前提として作成された「吉田調書」（詳細は吉田調書を参照）と事故調査委員会のヒアリング記録に克明に記されている。
更に現場では福島第一原子力発電所の事故を炉心融解（メルトダウン）とみなし、その現場対応を続けていた。だが、政府はこの事実が広まりパニックが生じることを恐れ、「炉心融解」を公式には一切使わなかった。だが、欧米のメディアは原子力専門家の意見をもとに事故がチェルノブイリ原子力発電所事故と同じレベル7の重大事案と認識し、日本政府が事故の被害と放射能汚染についての情報を隠蔽していると憶測する。この憶測により各国大使館から日本国内に居る自国民への退避勧告に繋がった。これは一連の震災被害について風評被害に相当する最初の出来事となる。結果的に後述のニューヨーク・タイムズの記事により「事故そのものは深刻だが、放射能汚染は直ちに生命の危機に繋がるほど深刻ではない」という結論が示され、各国の対応が過剰反応だったことが明らかとなる。
組織の増設
2011年3月11日、東日本大震災（東北地方太平洋沖地震）の発生に対し、菅内閣は菅直人を本部長とする「緊急災害対策本部」「原子力災害統合対策本部」「福島原発事故対策統合連絡本部」、松本龍防災相を本部長とする「被災者生活支援特別対策本部」、湯浅誠を室長とする「震災ボランティア連携室」、枝野幸男官房長官を本部長とする「電力需給緊急対策本部」を設置した。しかし、法律に基づかない組織であったために法的な位置づけ、連動するべき省庁などの役割が不明なため、各組織の連携が取れていなかった。それぞれの組織が機能していないにもかかわらず、3月22日に菅内閣は被災者支援各府省連絡会議を設置したが問題は解消されず、菅総理も首相官邸の対策本部や会議は十分に機能していないことを認めた。ニューヨーク・タイムズは、「日本政府の対応は基本的にパニックだった」とし、放射能リスクは統計ノイズに埋もれる程度だったが政府の避難誘導が恐怖・パニックを発生させ被害を拡大させたとした。
5月6日、菅内閣は組織の再編計画を発表したが、その内容は既存の対策本部を「チーム」や「対策室」へ名称を変更して組織の内実をそのまま存続させるものであった。また、5月31日の衆議院東日本大震災復興特別委員会において、菅内閣は3月11日に設置した「原子力災害現地対策本部」が責任者不在であったことを明らかにし、田嶋要経済産業大臣政務官を責任者とすることを表明した。
4月1日、菅総理大臣は東日本大震災復興構想会議の発足を表明したが、参議院議長の西岡武夫から被災者救援の施策が全く行われていないとして「会議が踊っている」と批判された。これに対して、枝野官房長官は「会議が踊っていたわけでも、指揮系統が不明確だったわけでもない」と反論した。4月27日には中央防災会議が菅政権の発足後、初めて開かれ、地震や津波への対策について議論がなされた。
6月28日、3月11日に設置した菅内閣の「緊急災害対策本部」の初会合が開催され、復興基本指針の立案を検討していく方針が決定した。
議事録の未作成
2012年1月27日、野田内閣は菅内閣が組織した東日本大震災に関する15組織のうち、｢原子力災害対策本部｣、｢政府・東京電力統合対策室｣、｢原発事故経済被害対応チーム｣、｢緊急災害対策本部｣、｢被災者生活支援チーム｣、｢官邸緊急参集チーム｣、｢各府省連絡会議｣、｢経済情勢に関する検討会合｣、｢電力需要に関する検討会合｣、｢電力改革及び東京電力に関する閣僚会合｣の10組織が公文書管理法が主旨とする議事録を未作成、そのうち5組織では議事概要も未作成または一部作成であったとする調査結果を発表。野田佳彦内閣総理大臣は午前の参議院本会議で「文書で随時記録されなかったのは遺憾。会議の意志決定過程を把握できる文書作成は国民への説明責任を果たすため極めて重要。」と答弁した。2日後の29日に当時内閣官房長官であった枝野幸男経済産業相は「重要会議については、当然、議事録が作られていると思い込みをしていた。事務方に作成の徹底を指示しなかったのは大変申し訳ない。」と記者会見で述べた。
アメリカへの対応
米原子力規制委員会（NRC）が東京電力福島第一原子力発電所事故発生直後の内部文書を公表した。その中に、日本への支援として首相官邸に専門家を常駐させたいと求めたという記録があった。しかし、読売新聞によると、枝野官房長官は「協力はありがたくお願いしたい。ただ、官邸の中に入るのは勘弁してほしい」と条件をつけたという。また震災直後、ヒラリー・クリントン米国務長官は、同原発に冷却剤を輸送したと述べていたが、日本側が「水なら海にいくらでもあるが……」（日本政府関係者）と対応したため、この緊急計画は発動されなかったことが判明した。
その一方で、緊急時迅速放射能影響予測ネットワークシステム (SPEEDI)の計算結果については、国内に公表するずっと以前、事故の直後に外務省を通じてアメリカ軍には提供していた。
また米国政府は在日米軍の物理的被害も深刻な震災被害者でもあったが、「トモダチ作戦」として原子力空母を緊急派遣し、自衛隊と連携して被災地での救助・復旧活動に尽力し、現地で被災者から感謝された。また活動の様子は同行取材したCNNTVにより全世界に発信された。
諸外国からの緊急援助への対応
諸外国の中で最初に緊急援助を申し出、震災発生からいち早く日本に援助部隊を派遣したのは台湾政府だった。にもかかわらず、遅れて到着した中国政府の援助隊と韓国政府の援助隊が彼らより先に到着して支援活動を開始したと発表する。
国会の運営
国会は3月12日以降「震災対応のための与野党休戦」として一時的に審議を減らし、3月末より自然休会状態となっていたが、4月12日に審議を再開した。この際に最初に民主党が行った議決は、郵政民営化に反対する国民新党の主張に沿った「衆院本会議で郵政改革を審議するための特別委員会の設置」であった。これに対して自民党は「震災対応と郵政民営化に何の関係もない」と猛反発し、国会は空転していくこととなった。
政府の対応への指摘
電池メーカーの業界団体である電池工業会が救援物資として準備した190万個の電池が「自治体の要請がない」ことを理由に被災地自治体にわずかしか届けられていないなど、「必要な物資を確保しながら迅速に送れていない」政府の対応が報じられている。
また、中国の駐日大使・程永華は記者会見で日本の援助受け入れ方式に問題があると指摘した。3月28日に日本へ到着した第2次支援物資に対して輸送の手配を中国側が担当するよう要請されたこと、無償供与したガソリン等を被災地から遠く離れた愛媛県と広島県で荷を下ろすように要求されたこと、国際救助隊の人数を減らすように要求してきたことを挙げ、日本側の対応を批判した。
被災者支援各府省連絡会議は「政治主導」を掲げる民主党政権が廃止した事務次官等会議の実質的な復活であると報じられた。3月28日の会議では東京電力の所管官庁である経済産業省への批判が集中した。このことについて、「責任の押しつけ合いの会議ばかり」との指摘や海江田万里、中山義活ら経産省の政務三役が前年の民主党代表選挙で小沢一郎元代表を支持したという感情的なしこりから首相とその周辺が経産省や経産省の外局である原子力安全・保安院に厳しいため、福島原発事故への対応を巡る「相互不信」が高まっている等の報道があった。
内閣官房参与をめぐっては次のような問題も起きた。
- 松本健一 - 4月13日に菅と会談した後、菅が「福島第一原発周辺は10年、20年住めないことになってくると」と発言したと記者団に説明し、地元から抗議の声が上がった。菅はその日のうちに発言を否定し、松本の更迭も取りざたされたが菅は更迭について否定している。
- 小佐古敏荘 - 政策決定が場当たり的であると政府批判を行って辞任。

浜岡原発の運転全面停止要請
5月6日、菅は官邸で緊急記者会見し、中部電力浜岡原子力発電所について、東京電力福島第一原子力発電所事故を踏まえ、大地震に伴う重大事故発生を防ぐためすべての原子炉の運転停止を中部電力に要請したことを明らかにした。この要請は行政指導によるものであった。中部電力は5月9日の臨時取締役会にて、この要請を受け入れることを決定した。
この際、経済産業省は当初、浜岡停止と引き換えに他の原発の再稼働を画策。官邸側はこれに反発し、経産省の発表を直前に見送り、純粋に『浜岡を止める』というだけの内容で総理自らが会見を行った。
菅に対するメディアの反応、評価

### 大連立構想と人事
閣内人事では、東日本大震災を受け、節電啓発等担当大臣を新設して村田蓮舫行政刷新担当大臣を担当大臣に任命した。また、枝野官房長官が福島第一原子力発電所事故への対応に追われ、被災者支援が手薄になっていたため、前内閣官房長官の仙谷由人を内閣官房副長官に任命して被災者支援を担当させた。
辻元清美衆議院議員、藤井裕久内閣官房副長官、馬淵澄夫前国土交通大臣の首相補佐官起用により内閣法の限度枠（5人）に達したため、その影響を受けて加藤公一と寺田学が首相補佐官離任となった。
また、内閣官房参与は3月29日までに6人が追加され、最大15人となった。さらに、内閣官房に震災ボランティア連携室を新設し、内閣府参与の湯浅誠を室長として転出させた。
政府・民主党では内閣法を改正して閣僚の定員を一時的に3人増員して20人とし、震災への対策を強化し、野党から入閣を求めて「挙国一致」体制を築くことも合わせて検討された。3月19日、自由民主党の谷垣禎一総裁に原発問題担当相、大島理森副総裁に震災対策担当相としての入閣が打診されたと新聞各紙朝刊が報じた。その日の午後には菅が谷垣へ電話で副総理兼震災復興担当相での入閣を要請したが、谷垣は拒否した。自民党は震災対策では全面協力する方針だが、当初から同党から閣僚を出すことには否定的であり、閣僚増員が提案された3月18日の「各党・政府震災対策合同会議」では石原伸晃自民党幹事長が岡田克也民主党幹事長に対し、「首相が思いつきで総裁に電話すると混乱するので気をつけてほしい」と牽制していた。閣僚の増員に関しても与党で連立を組む国民新党の代表であった亀井静香などから反対され、改正は見送られた。その後、亀井は首相の菅から副総理としての入閣を打診されたが固辞し、首相補佐官に就任している。
2011年6月27日、菅内閣は以下の人事を行った。
- 細野豪志首相補佐官の原発事故担当大臣就任
- 国民新党代表である亀井静香の首相補佐官就任
- 松本龍防災担当大臣の復興大臣兼任
- 自民党を離党した浜田和幸参院議員の総務大臣政務官への起用

それによって、法律上の閣僚や首相補佐官の定数の問題などから、以下の人事が行われた。
- 松本龍復興対策担当大臣の環境大臣離任
- 江田五月法務大臣の環境大臣兼任
- 村田蓮舫行政刷新担当大臣の離任と首相補佐官の就任
- 馬淵澄夫首相補佐官の離任
- 細野豪志原発事故担当大臣の消費者担当大臣兼任と首相補佐官離任
- 枝野幸男官房長官の行政刷新担当大臣の兼任
- 内山晃総務大臣政務官の辞表受理

蓮舫大臣が閣僚でなくなったことにより、第2次橋本改造内閣が総辞職した1998年7月30日以来13年ぶりに女性閣僚が0人となった。この女性閣僚がいない状態はこの内閣が終了した2011年9月2日まで続き、以後の内閣では生じていない。
また、松本龍復興担当大臣が放言により就任9日目の7月5日に辞任。後任として内閣府副大臣の平野達男が大臣に昇格した。脱小沢を目指していた菅内閣において2010年9月の民主党代表選挙を受けた第1次改造以降初となる小沢グループの閣僚が誕生した。

### 朝鮮学校授業料無償化
朝鮮学校授業料無償化の審査手続きは北朝鮮による韓国砲撃事件を理由に2010年11月に停止されたが、菅は総辞職前日の2011年8月29日に髙木義明文部科学相に再開を指示した。自由民主党の石破茂は「再開する明確な説明はない。（退陣直前の）一種の駆け込み的な、やってはならない法の無視だ」と批判した。

## 内閣の顔ぶれ・人事

### 国務大臣
所属政党・出身:
  民主党   国民新党
  無所属
  中央省庁・民間
| 職名                                                                | 氏名         | 氏名 | 出身等                            | 特命事項等                                                         | 備考                                                      |
| ------------------------------------------------------------------- | ------------ | ---- | --------------------------------- | ------------------------------------------------------------------ | --------------------------------------------------------- |
| 内閣総理大臣                                                        | 菅直人       |      | 衆議院 民主党 （菅G）             |                                                                    | 民主党代表 留任                                           |
| 総務大臣 内閣府特命担当大臣 （地域主権推進）                        | 片山善博     |      | 民間                              | 地域活性化担当                                                     | 留任                                                      |
| 法務大臣                                                            | 江田五月     |      | 参議院 民主党 （菅G）             | 内閣総理大臣臨時代理 就任順位第2位                                 | 再入閣                                                    |
| 外務大臣                                                            | 前原誠司     |      | 衆議院 民主党 （前原G）           | 内閣総理大臣臨時代理 就任順位第3位                                 | 留任 2011年3月7日免                                       |
| 外務大臣                                                            | （枝野幸男） |      | 衆議院 民主党 （前原G） （菅G）   |                                                                    | 臨時代理 2011年3月7日指定 2011年3月9日免 内閣官房長官兼任 |
| 外務大臣                                                            | 松本剛明     |      | 衆議院 民主党 （野田G） （樽床G） |                                                                    | 初入閣 2011年3月9日任                                     |
| 財務大臣                                                            | 野田佳彦     |      | 衆議院 民主党 （野田G）           |                                                                    | 留任                                                      |
| 文部科学大臣                                                        | 髙木義明     |      | 衆議院 民主党 （川端G）           | 国立国会図書館 連絡調整委員                                        | 留任                                                      |
| 厚生労働大臣                                                        | 細川律夫     |      | 衆議院 民主党 （菅G）             |                                                                    | 留任                                                      |
| 農林水産大臣                                                        | 鹿野道彦     |      | 衆議院 民主党 （羽田G）           | 内閣総理大臣臨時代理 就任順位第4位                                 | 留任                                                      |
| 経済産業大臣                                                        | 海江田万里   |      | 衆議院 民主党 （鳩山G）           | 原子力経済被害担当 （2011年4月11日任）                             | 横滑り                                                    |
| 国土交通大臣                                                        | 大畠章宏     |      | 衆議院 民主党 （鳩山G）           | 海洋政策担当                                                       | 横滑り                                                    |
| 環境大臣                                                            | 松本龍       |      | 衆議院 民主党 （横路G）           |                                                                    | 留任 2011年6月27日免                                      |
| 環境大臣                                                            | 江田五月     |      | 参議院 民主党 （菅G）             | 内閣総理大臣臨時代理 就任順位2位                                   | 2011年6月27日任 法務大臣兼任                              |
| 防衛大臣                                                            | 北澤俊美     |      | 参議院 民主党 （羽田G）           |                                                                    | 留任                                                      |
| 内閣官房長官 内閣府特命担当大臣 （沖縄及び北方対策）                | 枝野幸男     |      | 衆議院 民主党 （前原G） （菅G）   | 内閣総理大臣臨時代理 就任順位第1位                                 | 再入閣                                                    |
| 国家公安委員会委員長                                                | 中野寛成     |      | 衆議院 民主党 （川端G）           | 拉致問題担当 公務員制度改革担当 内閣総理大臣臨時代理 就任順位第5位 | 初入閣                                                    |
| 内閣府特命担当大臣 （防災）                                         | 松本龍       |      | 衆議院 民主党 （横路G）           | 東日本大震災復興対策担当 （2011年6月27日任）                       | 2011年7月5日免                                            |
| 内閣府特命担当大臣 （防災）                                         | 平野達男     |      | 参議院 民主党 （小沢G） （玄葉G） | 東日本大震災復興対策担当                                           | 初入閣 2011年7月5日任                                     |
| 内閣府特命担当大臣 （金融）                                         | 自見庄三郎   |      | 参議院 国民新党                   | 郵政改革担当                                                       | 留任                                                      |
| 内閣府特命担当大臣 （消費者及び食品安全）                           | 村田蓮舫     |      | 参議院 民主党 （野田G）           | 節電啓発担当 （2011年3月13日任）                                   | 留任 2011年6月27日免                                      |
| 内閣府特命担当大臣 （消費者及び食品安全）                           | 細野豪志     |      | 衆議院 民主党 （前原G）           | 節電啓発担当 原発事故の収束 及び再発防止担当 （2011年6月27日任）   | 初入閣 2011年6月27日任                                    |
| 内閣府特命担当大臣 （経済財政政策） （少子化対策） （男女共同参画） | 与謝野馨     |      | 衆議院 無所属                     | 社会保障・税一体改革担当                                           | 再入閣                                                    |
| 内閣府特命担当大臣 （「新しい公共」） （科学技術政策）              | 玄葉光一郎   |      | 衆議院 民主党 （玄葉G）           | 国家戦略担当 宇宙開発担当                                          | 留任                                                      |
| 内閣府特命担当大臣 （行政刷新）                                     | 村田蓮舫     |      | 参議院 民主党 （野田G）           |                                                                    | 2011年6月27日免                                           |
| 内閣府特命担当大臣 （行政刷新）                                     | 枝野幸男     |      | 衆議院 民主党 （前原G） （菅G）   |                                                                    | 2011年6月27日任                                           |
| 内閣府特命担当大臣 （原子力損害賠償 支援機構）                      | 細野豪志     |      | 衆議院 民主党 （前原G）           |                                                                    | 2011年8月10日任                                           |

- 2011年1月14日任命。
- 平均年齢：60.6歳
  - 最高齢：北澤俊美、与謝野馨（72歳）
  - 最年少：村田蓮舫（43歳）→細野豪志（39歳）

### 内閣官房副長官・内閣法制局長官
| 職名           | 氏名       | 担当     | 所属など                | 備考                                 |
| -------------- | ---------- | -------- | ----------------------- | ------------------------------------ |
| 内閣官房副長官 | 藤井裕久   | 政務担当 | 衆議院、民主党（小沢G） | 2011年3月17日退任                    |
| 内閣官房副長官 | 仙谷由人   | 政務担当 | 衆議院、民主党（前原G） | 民主党代表代行兼務 2011年3月17日任命 |
| 内閣官房副長官 | 福山哲郎   | 政務担当 | 参議院、民主党（前原G） | 留任                                 |
| 内閣官房副長官 | 瀧野欣彌   | 事務担当 | 元総務事務次官          | 留任                                 |
| 内閣法制局長官 | 梶田信一郎 |          | 前内閣法制次長          | 留任                                 |

- 2011年1月14日任命。

### 内閣総理大臣補佐官
| 職名               | 氏名     | 担当 | 所属など                 | 備考                                |
| ------------------ | -------- | --- | ------------------------ | ----------------------------------- |
| 内閣総理大臣補佐官 | 加藤公一 | 国家戦略及び国会対策担当                                                                                                 | 衆議院、民主党（菅G）    | 留任 2011年3月17日退任              |
| 内閣総理大臣補佐官 | 寺田学   | 行政刷新及び広報担当 | 衆議院、民主党（菅G）    | 留任 2011年3月26日退任              |
| 内閣総理大臣補佐官 | 馬淵澄夫 | 東北地方太平洋沖地震による災害及び原子力発電所事故対応担当                                                               | 衆議院、民主党（無派閥） | 2011年3月26日任命 2011年6月27日退任 |
| 内閣総理大臣補佐官 | 細野豪志 | 社会保障・税一体改革及び国会対策担当 （-2011年4月16日） 原子力発電所事故全般についての対応及び広報担当（2011年4月16日-） | 衆議院、民主党（前原G）  | 2011年6月27日退任                   |
| 内閣総理大臣補佐官 | 芝博一   | 政治主導による政策運営及び国会対策担当                                                                                   | 参議院、民主党           |                                     |
| 内閣総理大臣補佐官 | 辻元清美 | 災害ボランティア活動担当                                                                                                 | 衆議院、無所属           | 2011年3月13日任命                   |
| 内閣総理大臣補佐官 | 藤井裕久 | 社会保障・税一体改革及び省庁間調整担当                                                                                   | 衆議院、民主党（小沢G）  | 2011年3月17日任命                   |
| 内閣総理大臣補佐官 | 村田蓮舫 | 消費者及び食品安全、行政刷新担当                                                                                         | 参議院、民主党（野田G）  | 2011年6月27日任命                   |
| 内閣総理大臣補佐官 | 亀井静香 | 内閣の重要政策全般担当                                                                                                   | 衆議院、国民新党         | 国民新党代表 2011年6月27日任命      |

- 2011年1月18日任命。

### 副大臣
| 職名           | 氏名       | 所属など                | 備考                  |
| -------------- | ---------- | ----------------------- | --------------------- |
| 内閣府副大臣   | 東祥三     | 衆議院、民主党（小沢G） | 留任                  |
| 内閣府副大臣   | 末松義規   | 衆議院、民主党（菅G）   | 留任                  |
| 内閣府副大臣   | 平野達男   | 衆議院、民主党（小沢G） | 留任 2011年7月5日退任 |
| 内閣府副大臣   | 山口壯     | 衆議院、民主党（玄葉G） | 2011年7月5日任命      |
| 総務副大臣     | 鈴木克昌   | 衆議院、民主党（小沢G） | 留任                  |
| 総務副大臣     | 平岡秀夫   | 衆議院、民主党（菅G）   | 留任                  |
| 法務副大臣     | 小川敏夫   | 参議院、民主党（菅G）   | 留任                  |
| 外務副大臣     | 伴野豊     | 衆議院、民主党          | 留任                  |
| 外務副大臣     | 松本剛明   | 衆議院、民主党（野田G） | 留任 2011年3月9日退任 |
| 外務副大臣     | 高橋千秋   | 参議院、民主党（鳩山G） | 2011年3月10日任命     |
| 財務副大臣     | 五十嵐文彦 | 衆議院、民主党          | 留任                  |
| 財務副大臣     | 桜井充     | 参議院、民主党          | 留任                  |
| 文部科学副大臣 | 笹木竜三   | 衆議院、民主党          | 留任                  |
| 文部科学副大臣 | 鈴木寛     | 参議院、民主党（鳩山G） | 留任                  |
| 厚生労働副大臣 | 小宮山洋子 | 衆議院、民主党（前原G） | 留任                  |
| 厚生労働副大臣 | 大塚耕平   | 参議院、民主党          |                       |
| 農林水産副大臣 | 篠原孝     | 衆議院、民主党          | 留任                  |
| 農林水産副大臣 | 筒井信隆   | 衆議院、民主党（横路G） | 留任                  |
| 経済産業副大臣 | 池田元久   | 衆議院、民主党（菅G）   | 留任                  |
| 経済産業副大臣 | 松下忠洋   | 衆議院、国民新党        | 留任                  |
| 国土交通副大臣 | 三井辨雄   | 衆議院、民主党（樽床G） | 留任                  |
| 国土交通副大臣 | 池口修次   | 参議院、民主党          | 留任                  |
| 環境副大臣     | 近藤昭一   | 衆議院、民主党          | 留任                  |
| 防衛副大臣     | 小川勝也   | 参議院、民主党          |                       |

- 2011年1月18日任命。

### 大臣政務官
| 職名               | 氏名       | 所属など                 | 備考                   |
| ------------------ | ---------- | ------------------------ | ---------------------- |
| 内閣府大臣政務官   | 阿久津幸彦 | 衆議院、民主党（菅G）    | 留任                   |
| 内閣府大臣政務官   | 園田康博   | 衆議院、民主党（羽田G）  | 留任                   |
| 内閣府大臣政務官   | 和田隆志   | 衆議院、民主党           | 留任                   |
| 総務大臣政務官     | 内山晃     | 衆議院、民主党（小沢G）  | 留任 2011年6月27日辞任 |
| 総務大臣政務官     | 浜田和幸   | 参議院、無所属           | 2011年6月27日任命      |
| 総務大臣政務官     | 逢坂誠二   | 衆議院、民主党           | 留任                   |
| 総務大臣政務官     | 森田高     | 参議院、国民新党         | 留任                   |
| 法務大臣政務官     | 黒岩宇洋   | 衆議院、民主党           | 留任                   |
| 外務大臣政務官     | 菊田真紀子 | 衆議院、民主党           | 留任                   |
| 外務大臣政務官     | 山花郁夫   | 衆議院、民主党           | 留任                   |
| 外務大臣政務官     | 徳永久志   | 参議院、民主党（前原G）  | 留任                   |
| 財務大臣政務官     | 吉田泉     | 衆議院、民主党（鳩山G）  | 留任                   |
| 財務大臣政務官     | 尾立源幸   | 参議院、民主党           | 留任                   |
| 文部科学大臣政務官 | 笠浩史     | 衆議院、民主党           | 留任                   |
| 文部科学大臣政務官 | 林久美子   | 参議院、民主党           | 留任                   |
| 厚生労働大臣政務官 | 岡本充功   | 衆議院、民主党           | 留任                   |
| 厚生労働大臣政務官 | 小林正夫   | 参議院、民主党           | 留任                   |
| 農林水産大臣政務官 | 田名部匡代 | 衆議院、民主党           | 留任                   |
| 農林水産大臣政務官 | 松木謙公   | 衆議院、民主党（小沢G）  | 留任 2011年2月24日辞任 |
| 農林水産大臣政務官 | 吉田公一   | 衆議院、民主党（鳩山G）  | 2011年2月25日任命      |
| 経済産業大臣政務官 | 田嶋要     | 衆議院、民主党           | 留任                   |
| 経済産業大臣政務官 | 中山義活   | 衆議院、民主党（鳩山G）  | 留任                   |
| 国土交通大臣政務官 | 市村浩一郎 | 衆議院、民主党           | 留任                   |
| 国土交通大臣政務官 | 小泉俊明   | 衆議院、民主党           | 留任                   |
| 国土交通大臣政務官 | 津川祥吾   | 衆議院、民主党（無派閥） | 留任                   |
| 環境大臣政務官     | 樋高剛     | 衆議院、民主党（小沢G）  | 留任                   |
| 防衛大臣政務官     | 松本大輔   | 衆議院、民主党           | 留任                   |
| 防衛大臣政務官     | 広田一     | 参議院、民主党           | 留任                   |

- 2011年1月18日任命。

## 歴史

### 2011年（平成23年）
- 1月14日 - 菅直人内閣総理大臣が就任以来2回目の内閣改造を行い、菅第2次改造内閣が発足。
- 1月24日 - 第177通常国会召集。
- 2月24日 - 松木謙公農林水産大臣政務官が、与党民主党執行部が政治資金規正法違反で強制起訴された小沢一郎を判決確定までの党員資格停止処分としたことに抗議して辞任。
- 2月25日 - 松木の後任に、民主党の吉田公一衆議院議員が就任。
- 3月1日 - 衆議院本会議で2011年度本予算案が賛成多数で可決。
- 3月7日 - 前原誠司外務大臣が、政治資金規正法で禁止されている在日外国人からの政治献金受け取りが発覚したため、その責任を取って辞任。枝野幸男内閣官房長官が臨時代理。
- 3月9日 - 前原の後任に、松本剛明外務副大臣が昇格する形で就任。法政大学教授の五十嵐敬喜が内閣官房参与に就任。
- 3月10日 - 松本の後任に、民主党の高橋千秋参議院議員が就任。
- 3月11日 - 東北地方太平洋沖地震の発生を受け、菅を本部長とする「平成二十三年東北地方太平洋沖地震緊急災害対策本部」を設置[24][25]。原子力緊急事態宣言[72]に伴い、「平成二十三年（2011年）福島第一原子力発電所事故に係る原子力災害対策本部」を設置[73]。現地に「平成二十三年福島第一原子力発電所事故に係る原子力災害現地対策本部」を設置[73]。
- 3月12日 - 原子力災害対策本部の名称を「平成二十三年福島第一及び第二原子力発電所事故に係る原子力災害対策本部」へ、原子力災害現地対策本部の名称を「平成二十三年福島第一及び第二原子力発電所事故に係る原子力災害現地対策本部」へ変更する[74]。
- 3月13日 - 東北地方太平洋沖地震の影響による東京電力管内での電力不足[75]に対応するため電力供給緊急対策本部を設置し[76]、村田蓮舫行政刷新担当大臣を節電啓発等担当大臣に、辻元清美衆議院議員を内閣総理大臣補佐官（災害ボランティア活動担当）に任命[59]。
- 3月15日 - 政府と東京電力と合同で、福島原子力発電所事故対策統合本部を設置。
- 3月16日 - 内閣官房に震災ボランティア連携室を設置。室長に、内閣府参与の湯浅誠を起用。各党・政府震災対策合同会議を設置。東京大学大学院工学系研究科原子力国際専攻教授の小佐古敏荘が内閣官房参与に就任。
- 3月17日 - 東北地方太平洋沖地震の被災者支援等のため、仙谷由人前内閣官房長官を内閣官房副長官に、藤井裕久内閣官房副長官を内閣総理大臣補佐官（社会保障・税一体改革及び省庁間調整担当）に任命。この人事による内閣総理大臣補佐官の定員超過に伴い、加藤公一内閣総理大臣補佐官（国家戦略及び国会対策担当）は退任。緊急災害対策本部直轄の被災者生活支援特別対策本部を設置し、被災者向けの住宅供給促進等に関する検討会議、被災者等就労支援雇用創出推進会議、被災地の復旧に関する検討会議、災害廃棄物の処理等の円滑化に関する検討会議、災害廃棄物の処理等に係わる法的問題に関する検討会議を設置。
- 3月20日 - 北陸先端科学技術大学院大学副学長の日比野靖、防衛大学校安全保障・危機管理教育センターセンター長の山口昇が内閣官房参与に就任。
- 3月22日 - 東京工業大学原子炉工学研究所所長の有冨正憲、東京工業大学原子炉工学研究所教授の斉藤正樹が内閣官房参与に就任。被災者生活支援各府省連絡会議を設置。
- 3月26日 - 東北地方太平洋沖地震による福島第一原子力発電所事故の対応のため、馬淵澄夫前国土交通大臣を内閣総理大臣補佐官（東北地方太平洋沖地震による災害及び原子力発電所事故対応担当）に任命。この人事による内閣総理大臣補佐官の定員超過に伴い、寺田学内閣総理大臣補佐官（行政刷新及び広報担当）は退任。
- 3月29日 - 多摩大学 大学院教授の田坂広志が内閣官房参与に就任。東海大学国際教育センター教授の広瀬研吉が内閣府参与に就任。原子力被災者生活支援チームを設置。
- 3月31日 - 被災地などにおける安全・安心の確保対策ワーキングチームを設置。
- 4月3日 - 内閣官房に社会的包摂推進室を設置。室長に内閣府参与の湯浅誠を併任。
- 4月7日 - 内閣官房に被災地復興に関する法律等準備室を設置。
- 4月11日 - 東日本大震災復興構想会議を設置。東北地方太平洋沖地震による福島第一原子力発電所事故による経済被害の対応のため、原子力発電所事故による経済被害対応本部を設置し、海江田万里経済産業大臣を原子力経済被害担当大臣に任命。内閣官房に原子力発電所事故による経済被害対応室を設置し、実務に当たる。文部科学省に原子力損害賠償紛争審査会を設置。
- 4月16日 - 細野豪志内閣総理大臣補佐官の担当を、社会保障・税一体改革及び国会対策担当から、原子力発電所事故全般についての対応及び広報担当へ変更。
- 4月30日 - 東京大学大学院工学系研究科原子力国際専攻教授の小佐古敏荘が内閣官房参与を辞任。
- 5月9日 - 被災者生活支援特別対策本部を、被災者生活支援チームへ名称変更。原子力発電所事故による経済被害対応本部を、原発事故経済被害対応チームへ名称変更。福島原子力発電所事故対策統合本部を、政府・東京電力統合対策室へ名称変更。電力需給緊急対策本部を、電力需給に関する検討会合へ名称変更。
- 5月13日 - 法曹養成フォーラムを設置。座長に学習院大学法学部教授の佐々木毅を起用。
- 5月17日 - 被災者生活支援各府省連絡会議を、東日本大震災各府省連絡会議へ名称変更。
- 5月24日 - 内閣官房に東京電力福島原子力発電所における事故調査・検証委員会を設置。委員長に工学院大学教授の畑村洋太郎を起用。内閣官房に東京電力に関する経営・財務調査委員会を設置。委員長に弁護士の下河辺和彦を起用。
- 6月2日 - 自民・公明・たちあがれの3党が衆議院に提出した菅内閣不信任決議案の採決が行われ、反対293票、賛成152票で否決される[77]。
- 6月8日 - 東京電力に関する経営・財務調査委員会の事務局として、仙谷由人内閣官房副長官をリーダーとする、東京電力に関する経営・財務調査タスクフォースを設置。
- 6月27日 - 東日本大震災復興基本法施行に伴う、国務大臣等の関係人事を行う。菅首相は退陣の条件として、特例公債法案、第2次補正予算、再生可能エネルギー特別措置法の成立をめどとする考えを示す[78]。内閣官房の被災地復興に関する法律等準備室を、東日本大震災復興対策室に衣替えする。
- 7月5日 - 松本龍復興担当大臣兼防災担当大臣が岩手・宮城両県知事への発言の責任を取り辞任。松本の後任に、平野達男内閣府副大臣（復興担当）が昇格する形で就任。平野の後任に、民主党の山口壯衆議院議員が就任。
- 7月6日 – 原子力発電所へのストレステストの実施を表明。
- 7月22日 - 被災者生活支援チームが終了となり、東日本大震災復興対策本部と内閣府防災担当に役割が移る。
- 7月25日 - 第2次補正予算が成立[79]。
- 8月4日 – 民主党、自民党、公明党の3党が子ども手当の見直しで合意[80]。
- 8月24日 – 政府の福島原子力災害現地対策本部の中に、福島除染推進チームを設置。内閣府に第30次地方制度調査会を設置。会長に西尾勝東京大学名誉教授を起用。
- 8月25日 – 内閣官房に復興庁設置準備室を設置。内閣官房に放射性物質汚染対策室を設置。
- 8月26日 – 特例公債法と再生可能エネルギー特別措置法の成立を受け、菅直人内閣総理大臣が同日付の民主党代表の辞任と民主党新代表選出後の内閣総辞職を表明[81]。海江田万里経済産業大臣が辞表を提出するが受理されず[82]。内閣官房に原子力安全規制組織等改革準備室を設置。
- 8月29日 – 菅首相が、文部科学省に朝鮮学校への高校無償化の手続きの再開を指示する。文部科学省の原子力損害賠償審査会の下に、原子力損害賠償紛争解決センターが設置され、総括委員会を設置。委員長に元東京高裁裁判部総括判事の大谷禎男弁護士を任命。実務を担う組織として和解仲介室を設置。室長に野山宏前東京高裁判事を任命。
- 8月30日 - 閣議で内閣総辞職。新内閣発足まで職務執行内閣として存続。後任内閣は野田内閣となる。
- 9月2日 -野田内閣発足に伴い職務執行内閣としての仕事も終了して野田内閣に交代した。